# Distrito de Mancos
El distrito de Mancos es uno de los ocho que conforman la provincia de Yungay, ubicada en el Departamento de Ancash, bajo la administración del Gobierno Regional de Áncash, Perú. Mancos es considerado El Corazón del Callejón de Huaylas por estar en el centro del mismo.

## Historia
Para ser la base de las elecciones populares, la Convención Nacional del 2 de enero de 1857 crea el Distrito de Mancos como parte de la provincia del Santa. Esta creación es dejada sin efecto por la misma Convención Nacional el 25 de julio de 1857 al crear por Ley la provincia de Huaylas. 
Con fecha 30 de enero de 1871, el Congreso de la República divide el Distrito de Yungay "para un mejor servicio de los pueblos de que consta" dictando la Ley de creación del Distrito de Mancos, con rúbrica del Presidente José Balta y el congresista Manuel Santa María.

### Centros poblados
- Huaypan
- Tingua
- Utupampa
- Huashcao
- Yanamito

## Geografía

### Ubicación geográfica
Mancos, es el principal distrito de la provincia de Yungay. Se encuentra situado en la parte central del Callejón de Huaylas, en el margen derecho del Río Santa, al pie del coloso Nevado Huascarán que es el monte dominante por su lado oriental y de cuyo deshielo nace el Río Mancos que atraviesa de Este a Oeste para afluir al Río Santa. Su situación geográfica es aproximadamente la siguiente: 9°-36” de latitud sur y 77°43′ - 28” de longitud Oeste del meridiano de Greenwich. Su altitud es de 2,575 metros sobre el nivel del mar.

### Extensión
La superficie del Distrito de Mancos sobrepasa los 50 km Cuadrados. Limita por el norte, con el Distrito de Ranrahirca, separados por la quebrada de Putucauchachin y un camino que baja de la estancia de Cochapampa, por el sur, con la provincia de Carhuaz, mediante una línea imaginaria cuyo hito se encuentra en el sitio denominado Malpaso, por el este con la estancia de Cochapampa y Tumpa que pertenecen a la jurisdicción de Ranrahirca y Yungay respectivamente, y la quebrada de Ulta, que lo separa de Yanama, y por el oeste con los distritos de Shupluy y Cascapara de la margen izquierda del Santa.

### Clima
Debido a su situación y orografía, Mancos goza de un delicioso y excelente clima que proporciona vida sana a sus habitantes y origina la variedad de sus productos agrícolas. Varía según sus diversas alturas entre el valle y la cordillera. Pero se caracteriza especialmente por tener un clima templado y seco en la época de estiaje y tornándose relativamente algo caluroso y un tanto húmedo, en la temporada de lluvias, dejándose sentir en el SE. El frío de la puna, en cambio en el NO. El calor sofocante de la proximidad de la costa.

## Autoridades

### Municipales
- 2011-2014[1]
  - Alcalde: Avelino Toribio Huacanca Chuccho, del Partido Unión por el Perú (UPP).
  - Regidores: Luis Emiliano Chiuca Pachas (UPP), Ruby Edith Rojas Carranza (UPP), Zenobio Gerardo Prudencio Muyon (UPP), Edith Miriam Cordero Huaraz (UPP), Cristóbal Lucio Araníbar Morales (Acción Popular).
- 2007-2010
  - Alcalde: Javier Julián Espinoza Leandro.

### Religiosas
- Parroquia de San Roque
  - Párroco: Pbro. Eduardo Ladislao Díaz Liñan

### Policiales
- COMISARIA PNP MANCOS
  - Alférez PNP Demis Moisés Tantalean Aguilar